# 1916 na Alemanha
Esta é uma cronologia dos fatos acontecimentos de ano 1916 na Alemanha.

## Eventos
- 29 de janeiro: Paris é bombardeada por Zeppelins alemães.[1][2]
- 9 de março: O Império Alemão declara guerra a Portugal devido a apreensão dos navios alemães ancorados em porto de Lisboa.[3][4]
- 24 de março: O navio de passageiros francês Sussex é torpedeado pelo submarino alemão U-29 no Canal da Mancha.[5]
- 30 de abril: O horário de verão na Alemanha inicia às 23 horas no horário local.[6]
- 28 de agosto: A Itália declara guerra ao Império Alemão.[7][8]
- 1 de outubro: O horário de verão na Alemanha termina a uma hora no horário local.[6]
- 23 de novembro: O governo provisório da Grécia declara guerra ao Império Alemão e à Bulgária.[9][10]